# Верхоценье
Верхоце́нье — село (с 1840 г.) в Сампурском районе Тамбовской области России. Входит в состав Серединовского сельсовета.

## География
Село находится на юге центральной части Тамбовской области, в лесостепной зоне, в пределах Окско-Донской низменной равнины, на берегах реки Понзари, на расстоянии примерно 15 километров (по прямой) к юго-востоку от Сатинки, административного центра района. Абсолютная высота — 159 метров над уровнем моря.

### Климат
Климат умеренно континентальный, относительно сухой. Средняя температура воздуха самого холодного месяца (января) — −11,5 — −10,5 °C (абсолютный минимум — −39 °C); самого тёплого месяца (июля) — 19,5 — 20,5 °C (абсолютный максимум — 40 °С). Среднегодовое количество атмосферных осадков варьирует в пределах от 400 до 650 мм. Продолжительность залегания снежного покрова составляет в среднем 145 дней.

### Часовой пояс
Село Верхоценье, как и вся Тамбовская область, находится в часовой зоне МСК (московское время). Смещение применяемого времени относительно UTC составляет +3:00.

## История
Село являлось казённым ещё до отмены крепостного права в 1862 году. Основано как деревня вероятно после 1795 г. переселенцами из села Кузьмино-Гати, так как они, живя в это деревне, являлись его прихожанами. С 1811 г. жители уже являлись прихожанами села Понзырей. В 1840 г. в деревне построена собственная деревянная церковь, перестроенная также в дереве в 1857 г.

## Население
| 2010 |
| ---- |
| 344  |

### Половой состав
По данным Всероссийской переписи населения 2010 года в половой структуре населения мужчины составляли 48,5 %, женщины — соответственно 51,5 %.

### Этнический состав
Согласно результатам переписи 2002 года, в этнической структуре населения русские составляли 93 % из 392 чел.